# Десяткин, Тарас Гаврилович
Тарас Гаврилович Деся́ткин (26 апреля 1928, Тюнгюлю, Якутская АССР — 14 февраля 2018) — начальник объединения «Якутзолото», Герой Социалистического Труда.

## Биография
Родился 26 апреля 1928 года в селе Тюнгюлю Мегино-Кангаласского района в крестьянской семье. Саха по национальности. Рос и учился в Якутске, здесь окончил среднюю школу. Продолжил учёбу в Магаданском горном техникуме. В 1948 году, после окончания с отличием техникума, был направлен для продолжения учёбы в Ленинградский горный институт, который успешно окончил в 1953 году.
Трудовую деятельность начал на предприятиях угольной промышленности. Был помощник начальника, затем начальник подземного участка шахты «Капитальная» треста «Кизелуголь» (Пермская область), работал в Иркутской области на Черемховском угольном разрезе.
Далее трудился в угольной промышленности Якутской республики: горным мастером, главным инженером Кангаласского угольного рудника, главным инженером топливного управления при Совете Министров Якутской АССР, начальником шахтоуправления Джебарики-Хая, главным инженером рудника Эльконка комбината «Алданслюда».
В июле 1961 года был переведён в алмазодобывающую отрасль, назначен главным инженером рудника Мирный треста «Якуталмаз». Провёл техническое перевооружение предприятия, что позволило значительно повысить добычу драгоценных камней. Стал лауреатом Государственной премии за разработку алмазного месторождения трубки «Мир».
В августе 1969 года Десяткин был выдвинут на должность заместителя директора производственного объединения «Якуталмаз», созданного в результате реорганизации треста. С января 1972 года — начальник объединения «Якутзолото», крупнейшего золотодобывающее предприятия республики. С этого времени почти четверть века руководит золотодобывающей отраслью Республики Саха. Принял участие в становлении алмазной промышленности, первым, кто реорганизовал и поднял на новые высоты золотую отрасль.
Ко времени прихода Десяткина к руководству предприятием там преобладал старательский способ добычи и всё, что с ним связано: низкий технический уровень, невысокие объёмы добычи, варварское отношение к природе. За короткий срок он сумел провести полную реконструкцию отрасли, получение и внедрение новой техники, привлечь специалистов, развернуть освоение новых месторождений полезных ископаемых, строительство крупных производственных комплексов и социальных объектов. Как результат: если в 1973 году золота было добыто 31,9 тонны (в том числе из рудных месторождений — 6,4 тонны), то в 1975-м — 36,5 тонны (из рудных месторождений — 7,4 тонны). Таких темпов роста производства золотодобывающая отрасль республики не знала за всю свою богатую историю.
Указом Президиума Верховного Совета СССР от 10 марта 1976 года «за выдающиеся успехи в выполнении принятых на девятую пятилетку социалистических обязательств по увеличению производства продукции и повышению производительности труда» Десяткину Тарасу Гавриловичу присвоено звание Героя Социалистического Труда с вручением ордена Ленина и золотой медали «Серп и Молот».
С 1976 года — генеральный директор производственного объединения «Якутзолото». За 20 лет под руководством Десяткина «Якутзолото» стало передовой компанией с мировым именем. Якутия стала занимать второе место в стране после Магаданской области. С его именем связаны апогей добычи золота в республике, становление оловодобывающей и сурьмяной промышленности. По добыче олова Якутия была основным поставщиком в стране и единственным поставщиком сурьмы.
В 1991 году был назначен генеральным директором акционерной ювелирно-производственной компании «Золото Якутии». За период его работы, более четверти века, было получено 760 тонн золота.
Неоднократно избирался депутатом Верховного Совета республики, был делегатом XXV съезда КПСС.
Скончался 14 февраля 2018 года.

## Награды и звания
- Медаль «Серп и молот» (1976 год)
- Два ордена Ленина (1971; 1976)
- Орден Октябрьской Революции (1983)
- Два ордена Трудового Красного Знамени (1969; 1981)
- Медали
- Знак «Шахтёрская слава» 1-й, 2-й и 3-й степени
- Заслуженный горняк Якутской АССР (1974)
- Заслуженный металлург РСФСР (1988)
- Почётный гражданин Алданского района
- Почётный гражданин Мегино-Кангаласского улуса (1998)[3]
- Почётный гражданин Республики Саха (Якутия) (1998)[4]
- Почётный гражданин Томпонского района (2003)[5]
- Почётный гражданин города Якутска (2013)[6]